# Cornelis Flinterman
Cornelis Flinterman aussi appelé Cees Flinterman, né le 3 novembre 1944 à La Haye,, est un juriste international, un professeur et un défenseur des droits de l'homme néerlandais.

## Biographie
Cornelis Flinterman est professeur de droit et doyen de la Faculté de droit de l'université de Limburg et professeur de droit international à l'université de Maastricht. En 2003, il est responsable de la Chaire UNESCO en éducation à la paix, aux droits de l'homme et à la démocratie, à l'université d'Utrecht.
Le professeur Flinterman a dirigé une mission d'information avec David Norris et Josephine Verspaget sous l'égide de l’Organisation des nations et des peuples non représentés (UNPO) au Tibet, au Népal et en Inde en avril et mai 1997. Un rapport intitulé « Le Tibet de la Chine : la plus grande colonie restant au monde » (China’s Tibet: The World’s Largest Remaining Colony) a été publié en 1997 sur la base de cette mission. Le rapport conclut que le Tibet est de facto une colonie de la RPC,.
Il a participé au Rapport mondial sur le développement humain du PNUD, paru en 2000. Il est membre du Comité pour l'élimination de la discrimination à l'égard des femmes en Europe.
Il est membre du comité de parrainage du Tribunal Russell sur la Palestine dont le début des travaux a été présenté le 4 mars 2009.
Il est membre du Comité des droits de l'Homme de l'ONU, où il représente les Pays-Bas de 2011 à 2014.